# Parc natural regional de l'Alt Llenguadoc

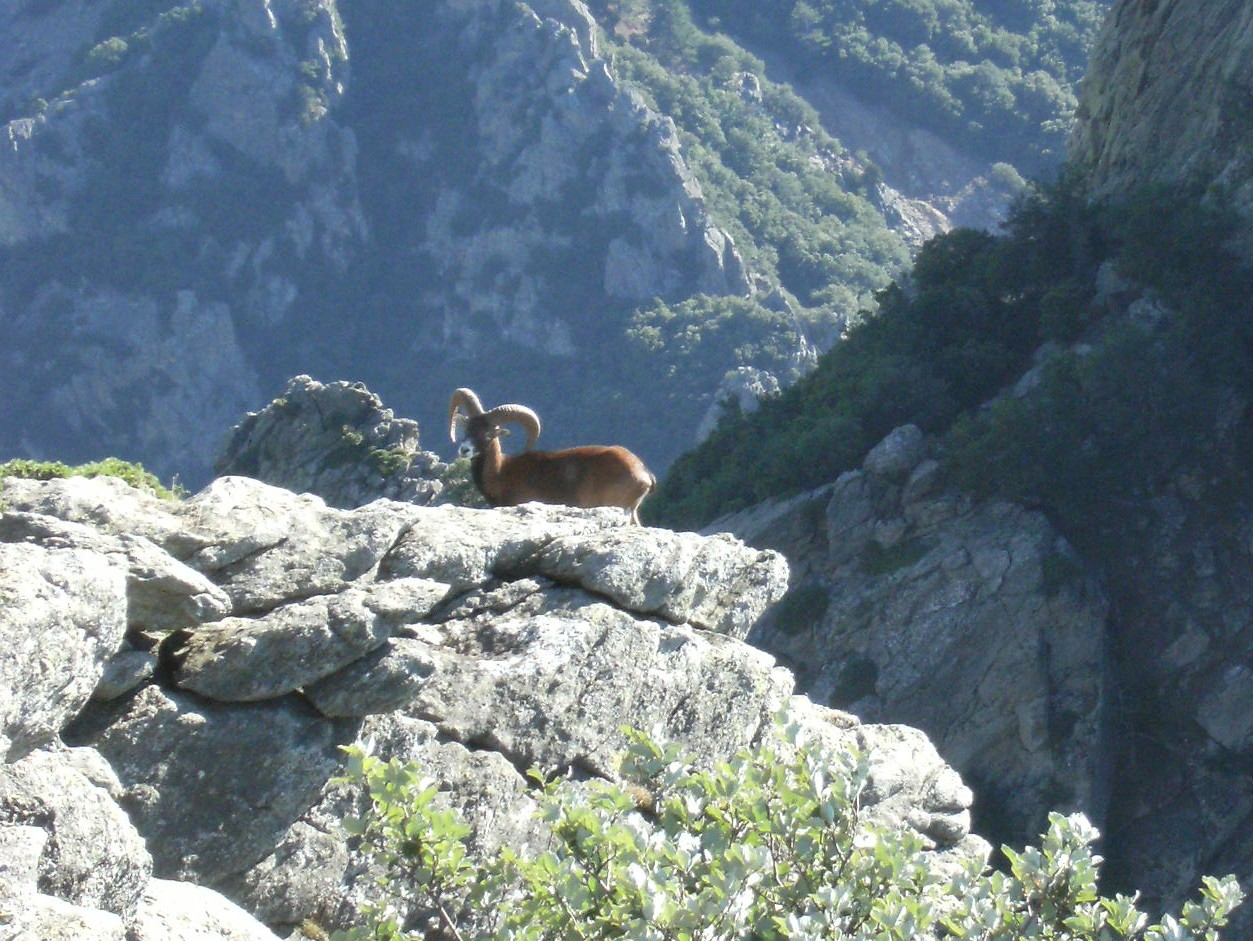
Mufló a l'Espinosa

El Parc natural regional de l'Alt Llenguadoc (Pargue natural regional del Naut Lengadòc en occità, Parc naturel régional du Haut-Languedoc en francès) és un espai natural protegit situat a l'extrem sud del Massís Central, dins del Llenguadoc.
Aquest parc reuneix paisatges molt diversos classificats en 7 grans espais:
- Monts de l'Espinosa
- Muntanya Negra
- Monts de Lacaune
- Monts d'Orb
- Altiplà dels Llacs
- Sidobre
- Vinyes i Valls

Dins del parc hi viuen més de 240 espècies d'ocells. És d'una gran diversitat climàtica i paisatgística.